# Marija Husar
Marija Husar (Zagreb, 25. lipnja 1975.) hrvatska pjevačica, skladateljica i bivša članice nekad popularne grupe Divas, u kojoj je bila od 1995. do 2005. godine kada su se razišle.

## Glazbena karijera
Već u osnovnoj školi počela je nastupati sa školskim zborom, a kasnije je nastavila pjevati u zboru "Zvjezdice", da bi 1994. godine pratila Tonyja Cetinskog na Eurosongu s pjesmom "Nek' ti bude ljubav sva" uz sestru Ivanu Husar, Maju Vučić i Martinu Pongrac, s kojima 1995. godine osniva grupu Divas i snima pet studijskih albuma.
Kao samostalna glazbenica nastupila je na festivalu Dora 2006. s pjesmom Budi Njen i nije prošla u finale.
2019. zajedno sa sestrom Ivanom odlikovana je Redom hrvatskog pletera.

## Diskografija

### Studijski albumi
- 2008. - Familija
- 2009. - Plesni Božić[3]
- 2013. - Čarobna ljubavna priča

## Sinkronizacija
- "Sammy 2: Morska avantura" (2012.)